# Caripuyo
Caripuyo è un comune (municipio in spagnolo) della Bolivia nella provincia di Alonso de Ibáñes (dipartimento di Potosí) con 9.905 abitanti (dato 2010).

## Cantoni
Il comune è suddiviso in 8 cantoni.
- Caripuyo
- Challviri
- Chaicuriri
- Chojlla
- Cotana
- Huanacoma
- Jankho Jankho
- Juntavi